# Quilós
Quilós es una localidad española del municipio de Cacabelos, perteneciente a la provincia de León, en la comunidad autónoma de Castilla y León. 

## Geografía
Situada en la comarca de El Bierzo, la localidad se encuentra próxima a Cacabelos, Villabuena, San Clemente y Arborbuena.
Al norte de la ribera más extensa del Municipio de Cacabelos y de camino a Arganza y Fabero se encuentra Quilós. Quilós es conocido como la "Venecia del Bierzo" por la cantidad de canales de riego que lo atraviesan, desviando así el agua desde el río cúa a su paso por "El muro nuevo".

## Historia
Tiene su origen en los tiempos prerromanos de los Castros Vizcaíno y Picón que lo limitan y resguardan por el Noreste. Su extraño nombre se relaciona con el Castellum Queledini de Época Romana y fue el Quilous del siglo X. Cuenta la leyenda que en tiempos prerromanos, estos ocultaron un corzo de oro bajo una roca que ningún hombre sería capaz de retirar.
Hacia mediados del siglo XIX, el lugar, ya por entonces perteneciente a Cacabelos, tenía contabilizada una población de 416 habitantes. Aparece descrito en el decimotercer volumen del Diccionario geográfico-estadístico-histórico de España y sus posesiones de Ultramar de Pascual Madoz con las siguientes palabras:

QUILÓS: l. en la prov. de Leon (20 leg.), part. jud. de Villafranca del Vierzo (1), dióc. de Astorga, abadía del mencionado Villafranca, aud. terr. y c. g. de Valladolid (30), ayunt. de Cacabelos. sit. en una estensa vega á las márg. del r. Cua; su clima es templado; sus enfermedades mas comunes reumas y oftalmias. Tiene 80 casas; escuela de primeras letras dotada con 400 rs., á que asisten 60 niños; igl. parr. (Sta. Colomba) servida por un cura; una ermita (San Antonio) y una fuente de buenas aguas. Confina con Villabuena, Canedo, Cacabelos y Arborbuena. El terreno es de mediana calidad, pero seria mucho mas productivo si se sacase un cauce del Cua para su riego. Ademas de los caminos limítrofes cuenta el de Vega de Espinareda y Ancares; recibe la correspndencia de Cacabelos. prod.: granos, vino, legumbres, patatas y lino; cria ganado lanar y algun yeguar; caza de perdices y codornices y pesca de truchas. pobl.: 77 vec., 416 alm. contr.: con el ayuntamiento.
(Madoz, 1849, p. 315)

## Patrimonio
La patrona del pueblo es Santa Colomba, que da nombre a su iglesia. También tiene una ermita dedicada a San Antonio, del siglo XX, aunque esta construcción es nueva, muy cerca se localizaba la antigua.
Las fiestas patronales se celebran el día 10 de agosto (San Lorenzo), aunque también son conocidas las fiestas de Santo Tirso (28 de enero), la bendición de los panes en las Candelas (2 de febrero) y San Isidro Labrador (15 de mayo), donde los agricultores engalanan sus tractores con xestas y toxos y salen en procesión por el pueblo.

## Demografía
En 2023, la entidad singular de población tenía empadronados 565 habitantes y el núcleo de población, también 565.
| 2000 | 2001 | 2002 | 2003 | 2004 | 2005 | 2006 | 2007 | 2008 | 2009 | 2010 | 2011 |
| 765  | 768  | 761  | 762  | 763  | 753  | 757  | 733  | 731  | 715  | 703  | 685  |